# Abu al-Hajjaj
Yusuf Abu al-Hajjaj al-Uqṣūrī, conosciuto come Sidi Abu el-Haggag (Baghdad, 1150 circa – Luxor, 1243 circa), è stato un sufi dell'inizio del XIII secolo.

## Biografia
Yusef bin Abd al-Rahim bin Yusuf bin Isa al-Zahid Abu Al-Hajjaj (ar: يوسف بن عبد الرحيم بن يوسف بن عيسى الزاهد كان لأبي الحجاج ) è il santo protettore di Luxor.
Di origine irachena, visse una vita monastica che lo portò prima a vivere nella città de La Mecca e poi a stabilirsi definitivamente in Egitto.

## Opere
Tra le sue opere più note il componimento teologico Sulla scienza del monoteismo (ar: في علم التوحيد), composto da 99 capitoli e 1333 versetti

## Ricorrenza
A metà del mese lunare islamico di Sha'ban, nelle strade di Luxor, si celebrano tre giorni di festa in onore del santo, mawlid Abu al-Hajjaj al-Uqṣūrī. Il suo culto è molto sentito in tutto il Paese.